# Synsphyronus mimetus
Espèce
Synsphyronus mimetus est une espèce de pseudoscorpions de la famille des Garypidae.

## Distribution
Cette espèce est endémique d'Australie. Elle se rencontre dans le Sud-Est de l'Australie-Méridionale et au Victoria.

## Description
Les mâles mesurent de 2,5 à 3,0 mm et les femelles de 2,8 à 3,8 mm.

## Publication originale
- Chamberlin, 1943 : The taxonomy of the false scorpion genus Synsphyronus with remarks of the sporadic loss of stability in generally constant morphological characters (Arachnida: Chelonethida). Annals of the Entomological Society of America, vol. 36, p. 486-500.